# Chelobremia sublevis
Chelobremia sublevis är en tvåvingeart som först beskrevs av Jean-Jacques Kieffer 1909.  Chelobremia sublevis ingår i släktet Chelobremia och familjen gallmyggor.
Artens utbredningsområde är Frankrike. Inga underarter finns listade i Catalogue of Life.